# Alain Corbin
Alain Corbin (Lonlay-l'Abbaye, 12 de gener de 1936) és un historiador francès, especialista del segle xix i estudiós del que ha vingut a denominar-se la història de les sensibilitats, en una línia que arrenca dels plantejaments de Lucien Febvre.

## Trajectòria
Corbin va néixer en Lonlay-l'Abbaye perquè el seu pare estava destinat allí com a metge. "El meu pare, un mulat antillà, era metge rural. Vaig créixer en el profund del bosc normand, en un petit llogaret que es diu Lonlay-l'Abbaye, ple d'encant i d'austeritat. Era un món tancat i molt arcaic!… En absolut vaig haver de canviar de costums o d'ambient quan vaig estudiar els camperols del segle xix!".
A partir de 1945, va estudiar al seminari menor de Flers (Orne), de terrible disciplina, segons ha comentat, i es va refugiar en la lectura de novel·les històriques com Notre-Dame de Paris de Victor Hugo Va començar a interessar-se de seguida pels manuals d'història.
D'aquí la seva vocació posterior. Va estudiar a la Universitat de Caen, i com un dels seus professors era admirador de l'escola d'Annales, la revista fundada per Marc Bloch i Lucien Febvre, li va fer llegir al segon, que propugnava una història de les mentalitats, en la qual es va formar intel·lectualment.
És el que ha vingut fent amb la seva històries, que analitzen certes dades sensibles i certes sensibilitats canviants en el temps. Corbin va ensenyar història a la Universitat de París I i va contribuir a plantejar una nova història dels sentits, d'èxit actualment. Prèviament havia analitzat, des d'una perspectiva acadèmica la vida quotidiana dels camperols.
Va estudiar després amb gran ressò, erudició i talent la prostitució al segle xix ((Les Filles de noces. Misère sexuelle et prostitution au XIXe siècle, 1978), i va ampliar després, les seves anàlisis de les representacions de la sexualitat en aquesta centúria amb L'Harmonie des plaisirs (2008).
Però a més va analitzar les sensacions olfactòries (en Li Miasme et la Jonquille. L'odorat et l'imaginaire social, XVIIIe‐ XIXe siècles) o auditives (a Les Cloches de la terre). Alhora, va analitzar una metamorfosi de la mirada de la societat occidental, veient com la platja va deixar de ser un lloc temut en la modernitat i va passar a ser un espai de descans i plaer ((Le Territoire du vide. L'Occident et le désir du rivage).
Va dirigir una famosa Història del cos, amb altres dos autors, com Georges Vigarello, mostrant els canvis en la nostra visió del cos —tributari de condicions materials i culturals— al llarg dels segles i a través de les seves representacions. Analitzen en aquests tres toms (Corbin és responsable de l'II), la velocitat moderna; el pas del retrat pintat a la fotografia; la sexualitat, que passa de la moral a la psicologia, així com el trànsit de la cuina a la gastronomia.
Ja al segle xxi, va publicar L'homme dans le paysage (2001), Li ciel et la mer (2005). No han deixat de sorprendre els seus estudis. Així succeeix en La douceur de l'ombre, de 2013, on analitza molt extensament a l'arbre com a font d'emocions des de l'Antiguitat fins avui. És un apassionant passeig històric i literari, en el qual alhora que es mostren associacions històriques i culturals de l'arbre, l'autor recorda i contextualitza afimacions de Virgili i Dant, de Rousseau, Senancour i Chateaubriand, de Victor Hugo, George Sand, Charles Péguy o Yves Bonnefoy. L'arbre, la matèria mateixa del qual és matèria d'escriptura i del llenguatge del llibre, com a mostra a l'inici, ens pot superar per la seva longevitat, i evoca llegendes i idees més o menys científiques: està ancorat a la terra, s'alça cap als cels, i la seva forma de creixement no ha deixat d'inquietar des dels antics. Les seves evocacions literàries mostren possibles diàlegs amb els quals els contemplen.

## Obra
- Les filles de noce: Misère sexuelle et prostitution au XIXe siècle, Aubier, 1978 (Flammarion, 1982)
- Le miasme et la jonquille: L'odorat et l'imaginaire social, XVIIIe-XIXe siècles, Aubier, 1982
- Le territoire du vide: L'occident et le désir du rivage (1750-1840), Aubier, 1988
- Le temps, le désir et l'horreur, Aubier, 1991, ensayos sobre el siglo XIX.
- Le village des canibales, Aubier, 1991
- Les cloches de la terre, Albin-Michel, 1994
- Le monde retrouvé de Louis-François Pinagot: Sur les traces d'un inconnu (1798-1876), Flammarion, 1998. A Histoire des sens et quête de l'intime (Robert Laffont 2016), reunirá Le Miasme et la jonquille (1982), Le Village des 'cannibales' (1990) y Le Monde retrouvé de Louis-François Pinagot (1998), en un sol volum.
- L'homme dans le paysage, Textuel, 2001
- Le ciel et la mer, Bayard, 2005
- La mer (en col.), Le Seuil / BNF, 2004
- Historia del cuerpo, II, Taurus, 2005 (dir. amb Vigarello i Courtine en altres toms)
- L'Harmonie des plaisirs. Les manières de jouir du siècle des Lumières à l'avènement de la sexologie, Perrin, 2008.
- Les conferences de Morterolles, Flammarion, 2011
- La douceur de l'ombre. L'arbre, source d'émotions, de l'Antiquité à nos jours, Fayard, 2013.
- Histoire du silence. De la Renaissance à nos jours, Albin-Michel, 2016. [En català, Història del silenci. Del Renaixement als nostres dies, a Fragmenta Editorial, 2019, ISBN 978-84-17796-09-9]